# Кубок венгерской лиги по футболу
Лигакупа (венг. Ligakupa), полное название Кубок венгерской лиги по футболу (венг. Labdarúgó Magyar Ligakupa) — футбольный турнир, проводившийся ежегодно с 2007 по 2015 годы среди команд чемпионата Венгрии. Первый кубок был разыгран в сезоне 2007/2008, последний розыгрыш Кубка состоялся в сезоне 2014/2015, после чего тот был упразднён. Ранее под названием Кубка лиги проводились самые различные соревнования. В отличие от ряда европейских кубков лиги (например, Кубка Футбольной лиги Англии), победитель Лигакупы не получал никаких путёвок в еврокубок.

## Правила турнира
Команды-участницы (как правило, 16, хотя бывает 24 или 32) разделены на группы по географическому принципу. Из каждой группы выходят по две команды в следующий раунд, затем по системе плей-офф проводятся матчи между вышедшими далее командами. В каждом раунде команды играют дома и на выезде, победитель по сумме двух встреч выходит в следующий раунд. Выигравшая финал команда становится обладателем Кубка. В двух розыгрышах финал состоял из двух матчей.

## Участники
В первом розыгрыше кубка выступали как команды Первого Венгерского национального чемпионата, так и второй лиги (Второго национального чемпионата). Число участников менялось от 16 до 24 или 32 команд — это зависело преимущественно от того, сколько команд выбыло из той или иной лиги. В последнем сезоне кубка к выступлениям были допущены команды обеих лиг чемпионата Венгрии.

## Финансы
Призовые за выигрыш кубка составляли примерно 20 миллионов форинтов (более 64 тысяч евро), но это не сделало турнир популярным ни среди игроков, ни среди болельщиков (команды в основном проверяли дубль и молодёжный состав). Матчи турнира показывались на телеканале Sport1 в течение трёх лет, стоимость прав составляла 150 миллионов форинтов. Клубы же могли зарабатывать средства благодаря выступлению в кубке исключительно от продаж билетов, уровень которых был чрезвычайно низким.

## Результаты
| Сезон   | Победитель  | Счёт      | Финалист |
| ------- | ----------- | --------- | -------- |
| 2007/08 | Видеотон    | 1:0 / 2:0 | Дебрецен |
| 2008/09 | Видеотон    | 3:1       | Печ      |
| 2009/10 | Дебрецен    | 2:1       | Пакш     |
| 2010/11 | Пакш        | 1:2 / 3:0 | Дебрецен |
| 2011/12 | Видеотон    | 3:0       | Кечкемет |
| 2012/13 | Ференцварош | 5:1       | Видеотон |
| 2013/14 | Диошдьёр    | 2:1       | Видеотон |
| 2014/15 | Ференцварош | 2:1       | Дебрецен |